# Der Blitzableiter-Mann
Der Blitzableiter-Mann (Originaltitel: The Lightning-Rod Man) ist eine Kurzgeschichte von Herman Melville. Die Kurzgeschichte erschien 1854 in Putnam’s Monthly Magazine und 1856 als Teil der Piazza-Erzählungen (Originaltitel: The Piazza Tales).

## Kurzbeschreibung
Indem er Gewitter-Ängste zu schüren versucht, möchte ein Handelsvertreter während eines Gewitters seine Blitzableiter verkaufen. Ein potentieller Kunde schickt den Handelsvertreter nach einem Wortgefecht und einer versuchten Tätlichkeit wieder in das Gewitter hinaus.

## Inhaltsangabe
Der Ich-Erzähler genießt in dem Glauben, „daß die Berge ringsherum das Wetter aufhalten und zur Entladung bringen“, ein „prächtiges Gewitter“, als ein Fremder „wie ein grimmiger Leichenbestatter mit der Faust an die hohle Türfüllung“ klopft. Der Ich-Erzähler lässt den vom Gewitterschauer völlig durchnässten Fremden herein. Der Fremde hat eine Metallstange bei sich. „Die Metallstange lief am oberen Ende dreifußartig in drei spitze, schimmernd vergoldete Zinken aus“, weswegen der Ich-Erzähler den Fremden scherzhaft als „Jupiter Tonans“ (lateinisch für donnernden Jupiter) begrüßt. Der Fremde versucht beim am Herd weilenden Ich-Erzähler Panik vor einem Blitzschlag zu erzeugen: „Wissen Sie denn nicht, daß die erhitzte Luft und der Ruß Leiter sind – von den mächtigen eisernen Feuerböcken ganz zu schweigen? Verlassen Sie diesen Platz – ich beschwöre Sie – ich befehle es Ihnen“, empört sich der Fremde. „Herr Jupiter Tonans, ich bin es nicht gewohnt, mir in meinem eigenen Haus etwas befehlen zu lassen“, reagiert der Ich-Erzähler.
Der Fremde offenbart sich als Handelsvertreter für Blitzableiter, die „pro Fuß nur einen Dollar“ kosten. Trotz Aufforderung des Ich-Erzählers bleibt der Fremde in der Mitte des Raumes stehen: „Die Mitte des Zimmers wähle ich, weil der Blitz, wenn er überhaupt in das Haus einschlüge, den Schornstein oder die Wände benutzen würde. Daher befinden Sie sich um so besser, je weiter Sie von ihnen entfernt sind.“ Um seine Sicherheit an seinem Standort zu steigern, fordert der Handelsvertreter vom Ich-Erzähler außerdem ein Matte, die er unter die Füße legen möchte, denn „Matten sind schlechte Leiter“. Darüber hinaus warnt der Handelsvertreter, der beim Eintreten auch nicht den Türklopfer berührte, vor Fensterriegeln, weil jeder „eiserne Riegel den Strom besonders schnell leitet“, vor dem Eichenkernholz-Boden („Die Eiche zieht den Blitz mehr an als jedes andere Holz, weil sie gelöstes Eisen im Saft führt“) und vor einer Glockenschnur und Glocken aller Art. Für den Aufenthalt im Freien empfiehlt der patschnasse Handelsvertreter, „sich während eines Gewitters vollkommen durchnässen zu lassen. Nasse Kleider sind bessere Leiter als der Körper“. Schließlich legt der Handelsvertreter am Ende eines Monologs über seine persönlichen Vorsichtsmaßnahmen den Gesamtpreis seiner Ware dar: „Nur ein einziger Blitzableiter, Sir; Kostenpunkt nur zwanzig Dollar“, bekundet er und wird penetrant in seiner Gier: „Werden Sie bestellen? Werden Sie kaufen? Darf ich Ihren Namen notieren? Stellen Sie sich vor, Sie wären ein Haufen Asche wie die eines Pferdes, das man im Stall festgebunden hat – und das alles durch einen einzigen Blitz!“ Durch seine Aufdringlichkeit erreicht der Handelsvertreter allerdings das Gegenteil des Gewünschten: Der Ich-Erzähler bezeichnet ihn als „Gernegroß“ und falschen Krämer und verweist den Handelsvertreter, „der nur bei Regen erscheint wie ein Wurm“, des Hauses. Der Handelsvertreter reagiert aggressiv. „Er sprang auf mich zu und zielte mit seinem dreizackigen Ding nach meinem Herzen. Ich griff danach, ich entriß es ihm, ich warf es auf die Erde und trat darauf. Den dunklen Gewitterkönig aus meinen Hause stoßend, schleuderte ich ihm sein verbogenes Zepter hinterher.“

## Textanalyse
Bei Der Blitzableiter-Mann handelt es sich um eine Ich-Erzählung. Ort der Handlung ist eine Behausung „in den Acroceraunischen Bergen“, was, wenn man es wörtlich nähme, westlich des Göttersitzes Olymp wäre. Zeit der Handlung ist Anfang September.

### Themen
Die Kurzgeschichte endet mit den Worten, der Blitzableitermann sei „immer noch im Lande, reist zur Unwetterzeit umher und schachert mit der Furcht der Menschen“, womit auch das Hauptthema der Kurzgeschichte angedeutet ist: Der Blitzableitermann ist jemand, der mit unheimlicher äußerer Erscheinung und bei furchteinflößendem Wetter auftaucht. Er versucht seine potentielle Kundschaft zu verunsichern, indem er tatsächliche oder scheinbare wissenschaftliche Erkenntnisse vor seinem potentiellen Kunden auftürmt (rationale Ebene) und gleichzeitig seine Gewitter-Angst auch lebt oder zu leben scheint (emotionale Ebene). Durch Hysterie-Erzeugung will der Handelsvertreter seine eigenen Interessen besser durchsetzen, nämlich seine Produkte verkaufen, deren tatsächlichen Preis er erst offenbart, wenn er sich dem Ziel nahe glaubt.
Eine Deutung, es handle sich in dem Text um einen Sieg des puritanischen Gottvertrauens (verkörpert durch den Ich-Erzähler) über das Vertrauen auf naturwissenschaftliche Erkenntnisse, die die Menschen verängstigen (verkörpert durch den Handelsvertreter) kann durch den Text widerlegt werden, in dem der Handelsvertreter einen fanatischeren Gottesglauben beweist als der Ich-Erzähler: Der Handelsvertreter droht dem Ich-Erzähler mit einer Anzeige wegen Gotteslästerung und reagiert auf die neckische Bezeichnung „Jupiter Tonans“ mit den humorlosen Worten: „Nennen Sie mich nicht mit diesem heidnischen Namen. Sie lästern in einer Zeit des Schreckens.“

### Figuren
- Der Ich-Erzähler: Anfangs reagiert er mit heiterer Höflichkeit auf den unerwarteten Besuch des Handelsvertreters, später etwas trotzig und ungehalten,[17] zwischendurch souverän und neugierig-skeptisch, bis es ihm wegen der Aufdringlichkeit der Kauf-Aufforderung zu bunt wird.[11]
- Der Handelsvertreter: „Eine magere, trübselige Gestalt mit schlichtem dunklen Haar, das ihr wirr in die Stirn fiel. Seine eingesunkenen Augen waren mit bläulichen Ringen umgeben“.[2]

## Deutsche Hörspielbearbeitung
- 1948: Der Blitzableitermann – Bearbeitung und Regie: Nicht bekannt (Kurzhörspiel (13'15 Minuten) – RIAS Berlin)
  - Sprecher: Josef Pelz von Felinau und Curt Ackermann[18]

## Deutschsprachige Textausgaben
- Herman Melville: Der Blitzableitermann. In: Herman Melville: Meistererzählungen. (=detebe-Klassiker. Band 22435). Aus dem Amerikanischen von Günther Steinig. Diogenes, Zürich 1993. ISBN 3-257-22435-4. S. 223–235.
- Herman Melville: Der Blitzableiter-Mann. In: Herman Melville: Piazza-Erzählungen. (=Klassiker der Literatur und der Wissenschaft. Band 106/107). Übersetzt von W. E. Süskind und H. Studniczka. Rowohlt, Reinbek bei Hamburg 1962. S. 169–178.

## Nachwirkung
Der US-Dramatiker Walter Wykes (* 1969) adaptierte die Kurzgeschichte 2006 für die Bühne.